# Kapelle zum heiligen Grab (Lauda)

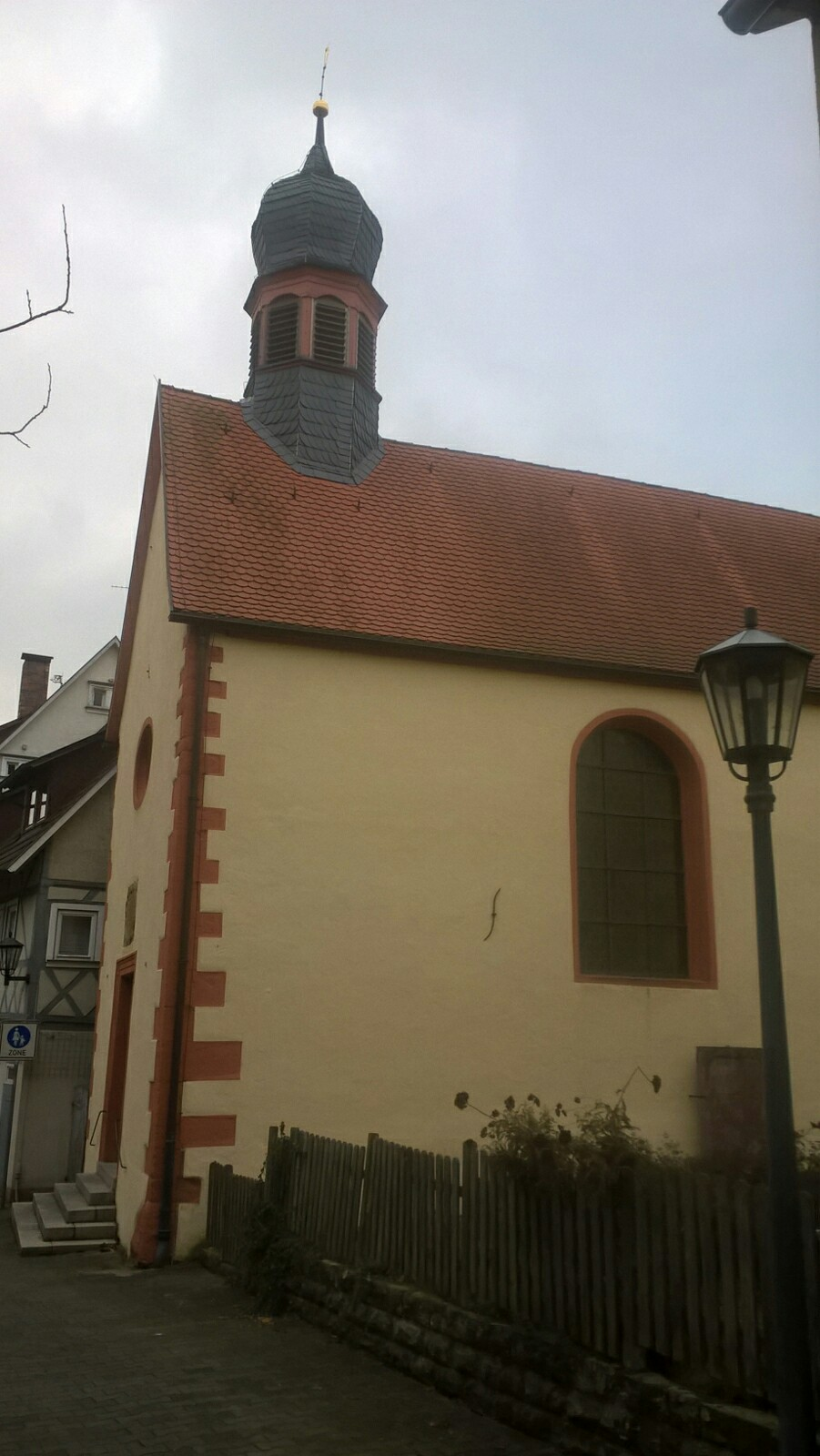
Die Kapelle zum heiligen Grab in Lauda

Die römisch-katholische Kapelle Zum heiligen Grab (auch Blutskapelle genannt) in Lauda wurde im 13. Jahrhundert erbaut.

## Geschichte
Die Ursprünge des Baus reichen bis ins 13. Jahrhundert. Die Überreste aus dieser Zeit sind allerdings sehr gering, wie beispielsweise die Sakristei und die zugesetzten Fenster. Der Anlass für die Errichtung der Kapelle lässt sich auf einen angeblichen, durch einen Juden in Auftrag gegebenen, Hostienfrevel zurückführen. Anschuldigungen gegen Juden, wie z. B. angebliche Hostienschändungen oder auch Ritualmorde verbreiteten sich seit dem Ende des 13. Jahrhunderts gerade im fränkischen Raum. Die Folge waren gegen die einheimische jüdische Bevölkerung gerichtete Verfolgungen und Mordaktionen. Auch die Laudaer Juden blieben davon nicht verschont. Die Ursprungsgeschichte zeigt ein aus dem 17. Jahrhundert stammendes Votivbild, welches zunächst im Jahre 1987 aus der Kapelle entfernt wurde, sich seit 2016 jedoch neu gefasst und kommentiert im Eingangsbereich der Kapelle befindet.
Die Kapelle zum heiligen Grab gehört zur Seelsorgeeinheit Lauda-Königshofen, die seit einer Dekanatsreform am 1. Januar 2008 dem Dekanat Tauberbischofsheim des Erzbistums Freiburg zugeordnet ist.

## Kirchenbau
Die Kapelle wurde in den Jahren nach dem 13. Jahrhundert noch oft in ihrem Erscheinungsbild geändert und renoviert.
Die heutige Kapelle existiert seit 1682/1683. Die letzte Renovierung fand im Jahr 2008 statt. Die „Kapelle zum Hl. Grab“, wie man sie heute besichtigen kann, wurde im Eingangsbereich durch den Architekten Hanno Roters vom Erzb. Bauamt in Heidelberg neu und gestaltet. Dadurch präsentiert sich die Kapelle nun als ein Ort der Auseinandersetzung mit der Vergangenheit.

## Ausstattung

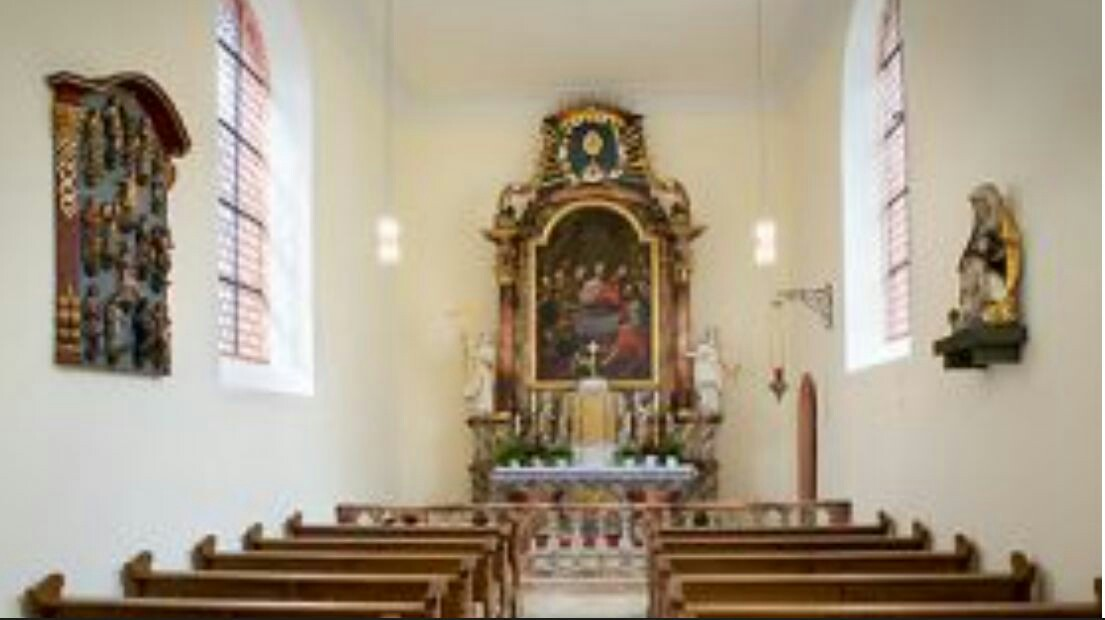
Innenansicht

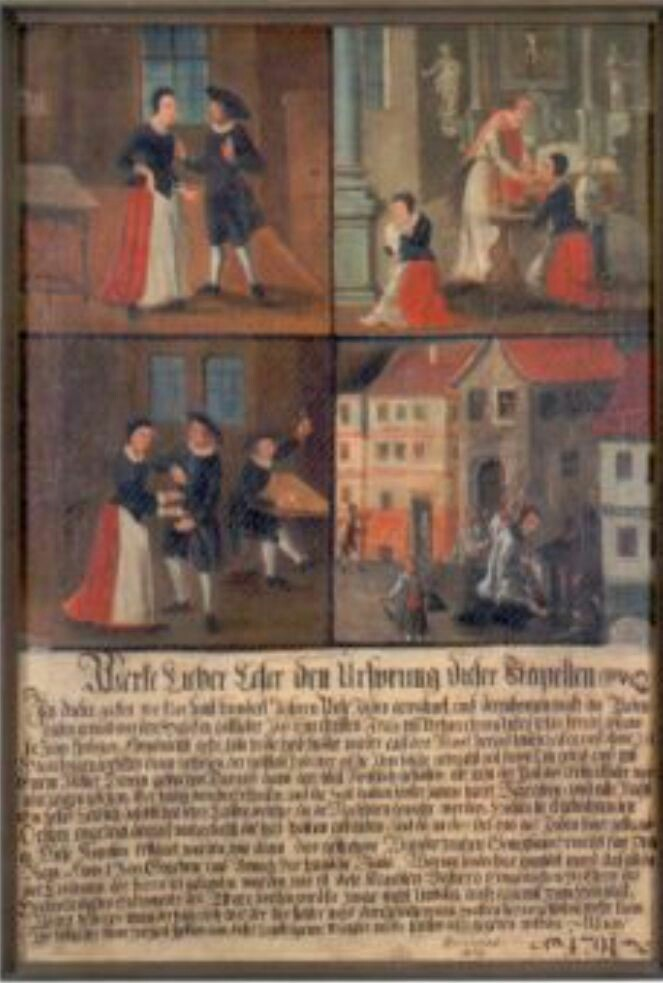
Das aus dem 17. Jahrhundert stammende Votivbild

Zu finden sind unter anderem ein Hochaltar sowie der klassiziste Tabernakel mit Anbetungsengeln, ein Reliquienschrein aus dem 19. Jahrhundert, eine Pietá aus der Zeit um 1500 und eine Vierzehn-Nothelfer Tafel mit dem Christuskind aus dem 17. Jahrhundert. Im neuen Eingangsbereich befindet sich ebenfalls ein Tafelgemälde aus dem späten 17. Jahrhundert, welche eine Kopie von Rubens‘ Gemälde „der Zinsgroschen“ ist. Auch das alte, vorhin genannte Votivbild, welches 1987 aus der Kapelle entfernt wurde, wird nun in einer modernen Fassung und in Gegenüberstellung zu einer zeitgenössischen künstlerischen Antwort von Michael Salomon neu präsentiert. Von Bild zu Bild wird hier eine spannungsvolle Auseinandersetzung dargestellt, welche einlädt, sich seine eigenen Gedanken bezüglich der Folgen der Legende zu machen, die damals  zum Bau der Kapelle führte.